# Groningen (Suriname)
Groningen è un comune (ressort) del Suriname di 2.818 abitanti. Si trova a 9 m sul livello del mare.
sulle sponde del Fiume Saramacca, ha una popolazione di circa 2.825 abitanti.
Fino al 1910 esisteva a Groningen una clinica per pazienti affetti da framboesia tropica (o yaws). Quell'anno fu chiuso quando si scoprì che i pazienti con questa malattia potevano essere curati in pochi giorni applicando un medicinale chiamato salvatsan.

## Storia
Verso il 1790 questo sito ospitava un forte pentagonale che fu costruito dal governatore Jan Gerhard Wichers, chiamato Groningen in onore del luogo in cui era nato. Sull'altra sponda del fiume fu costruita una colonia per lebbrosi, chiamata Welfare. Fort Groningen faceva parte di una catena di forti. Nelle immediate vicinanze c'erano alcune piantagioni, Groningen era solo una piccola città. Mentre c'erano piani per costruire una città da chiamare Columbia, Gronigen era solo il forte, alcune strade, un cimitero e una chiesa risalente al 1830 costruita dalla Chiesa morava. August Kappler descrisse la zona nei suoi resoconti della sua vita di soldato nella regione (1836-1842), osservando che Groningen "ha pochissime case".